# 雙斑麗脂鯉
雙斑麗脂鯉，為輻鰭魚綱脂鯉目脂鯉亞目脂鯉科的其中一個種，為熱帶淡水魚，分布於南美洲巴拿馬至亞馬遜河流域，體長可達17.5公分，棲息在水質清澈的溪流、池塘、溝渠，屬雜食性，以浮游生物、有機碎屑、植物等為食，生活習性不明，可作為觀賞魚。

## 扩展阅读
維基物種上的相關：雙斑麗脂鯉